# Pearl Jam Official Bootlegs
Pearl Jam Official Bootlegs är en serie professionellt inspelade bootlegs utgivna av den amerikanska rockgruppen Pearl Jam. De första 72 inspelade konserterna fanns att köpa under 2000. 
Det var under Binauralturnén sommaren 2000 som Pearl Jam fick upp ögonen för intresset för bootlegs hos fansen. Man beslutade sig då för att själva professionellt spela in alla sina konserter och sälja dem till fansen. Från början släpptes konserterna på dubbel-cd men från och med 2005 började man erbjuda rättigheten att ladda ner mp3-inspelningar av konserter och året efter fanns de även att tillgå i flac-format (ett filformat som håller lika hög ljudkvalitet som CD-skivor).